# Plaza de toros de Valdemorillo
La plaza de toros de Valdemorillo, conocida como plaza de toros de La Candelaria,  se encuentra situada en la localidad serrana de Valdemorillo en Madrid. Catalogada de tercera categoría, cuenta con un aforo de cinco mil localidades distribuidas en un solo graderío.

## Historia

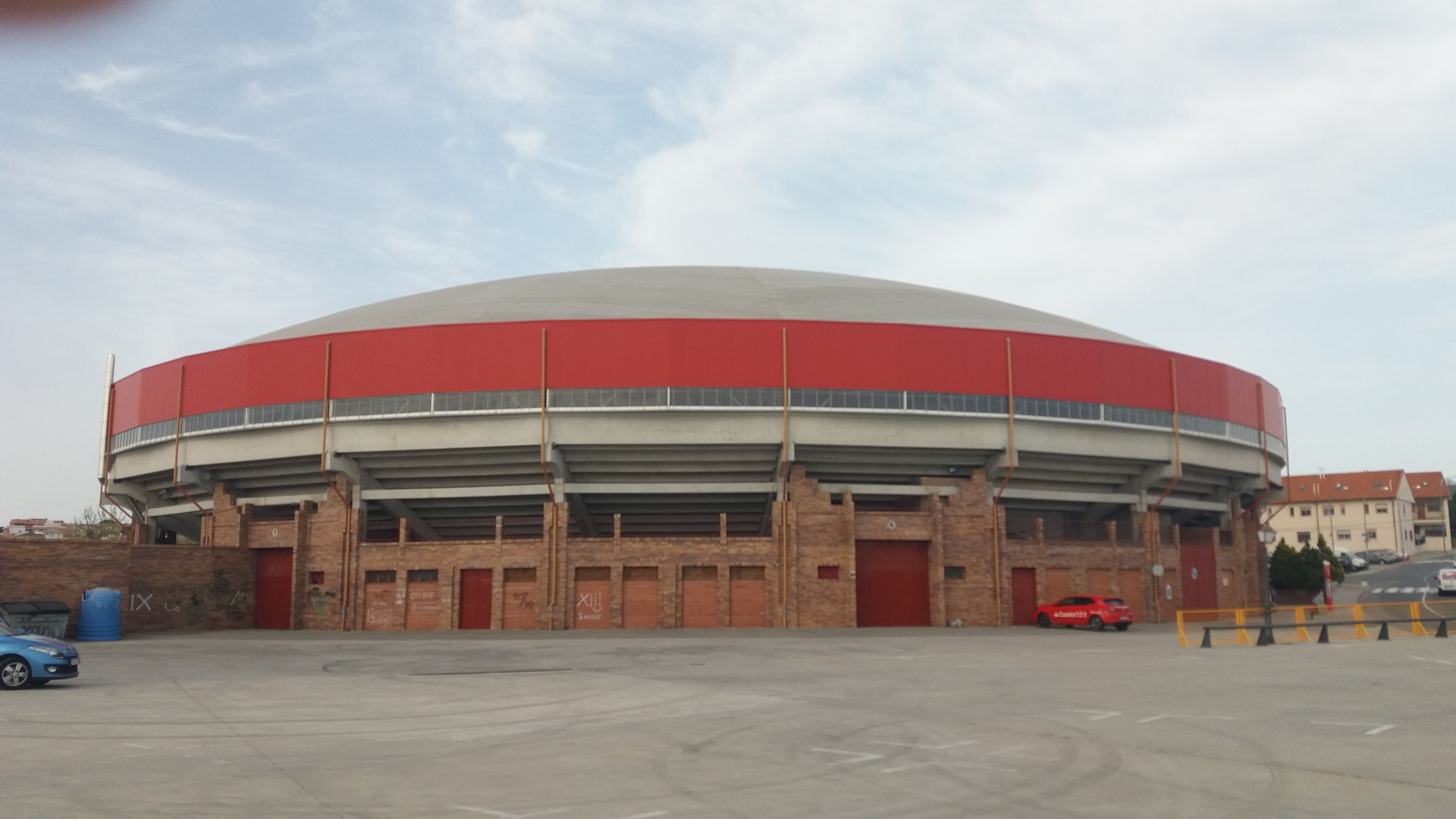
Plaza de toros La Candelaria

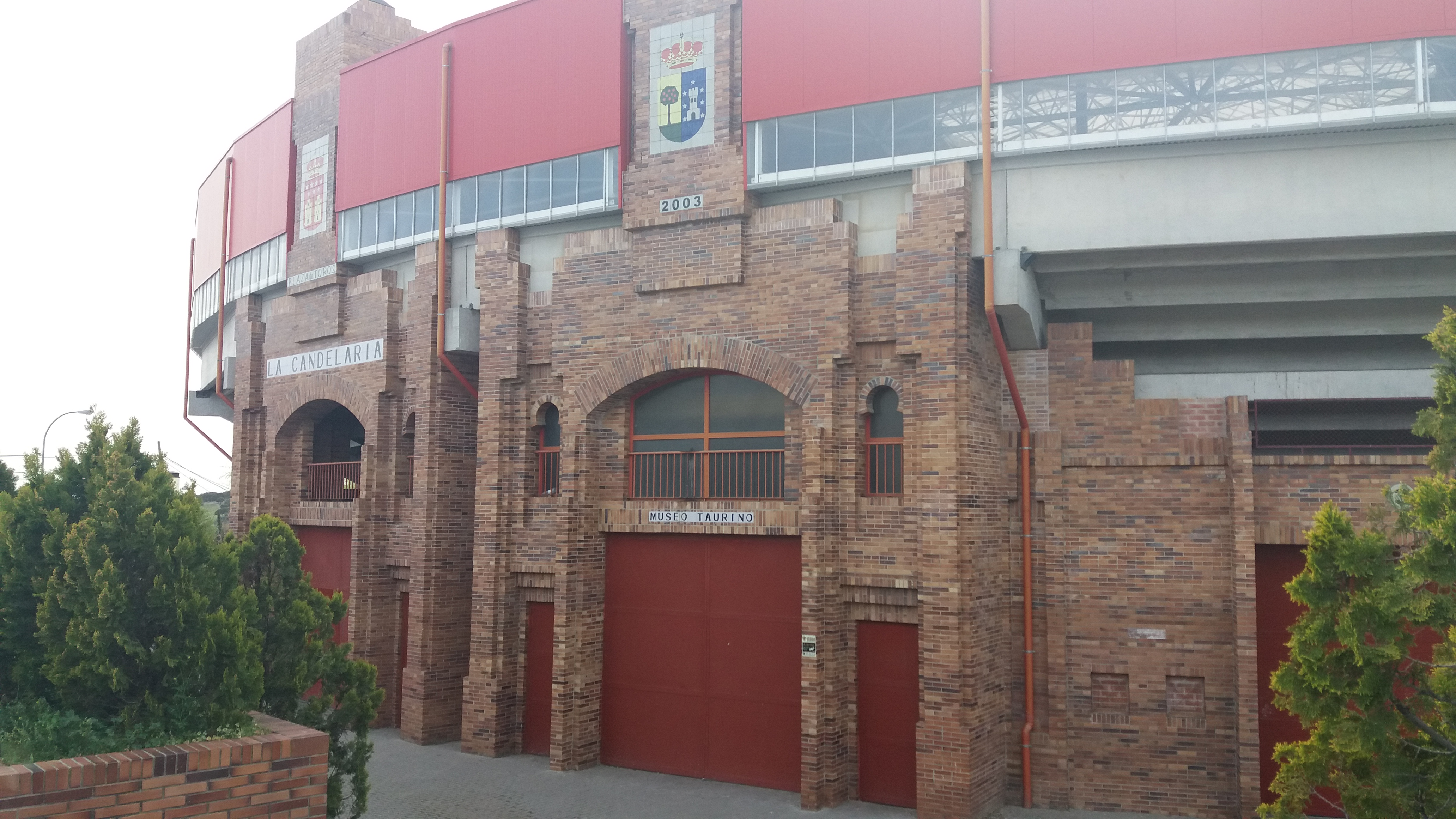
Plaza de toros La Candelaria, puerta del Museo taurino

Hay constancia de celebraciones de corridas de toros en Valdemorillo el 3 de febrero de 1923 organizadas por el ayuntamiento de la localidad.
El primer proyecto de construcción de la nueva plaza de toros fija de Valdemorillo fue financiado por la Comunidad de Madrid en un proyecto acordado en 1990. El acuerdo fue ratificado por José Partida (alcalde de Valdemorillo) y los consejeros de la Comunidad Ramón Espinar (Cultura) y Virgilio Cano (Agricultura y Cooperación). El diseño incluyó dotar al coso de las dependencias necesarias para realización de festejos tales como cubrir la plaza, chiqueros, corrales, patio de cuadrillas, enfermería y un aforo superior a 6 500 localidades. El proyecto fue sacado a concurso público con el fin de que los arquitectos aportasen ideas.
La plaza de la Candelaria fue construida en el año 2002. El proyecto de construcción de la plaza de toros fue presentado por ayuntamiento a través de un pliego para la permuta de los terrenos a cambio de la construcción del edificio. El coso de la Candelaria vino a poner fin a la plaza de toros portátil situada en una antigua fábrica de cerámica que, tradicionalmente, albergaba  los festejos taurinos en la localidad madrileña. Fue inaugurada sin tener finalizadas las obras de la cubierta, el 4 de febrero de 2003 con una corrida de toros de la ganadería brava de Antonio San Román, lidiada por  los diestros Vicente Barrera, Eduardo Dávila Miura y Julio Pedro Saavedra. El primer astado que salióal ruedo fue Cantanero I.
La cubierta de la plaza de toros fue terminada el 4 de febrero de 2007, la remodelación permite que los festejos puedan celebrarse a pesar de las condiciones meteorológicas adversas. En el cartel de la reinauguración participaron Jesulín de Ubrique, Manuel Díaz el Cordobés y Francisco Ribera Ordoñez, las reses lidiadas fueron de la ganadería de Antonio San Román.
La plaza cuenta con un aforo de 5 000 localidades, un ruedo de 45 metros de diámetro, un amplio callejón, así como siete chiqueros y cuatro corrales.  Además, el recinto cuenta con patio de caballos y enfermería.
El coste de las obras fue asumido por el consistorio, siendo la constructora propiedad de Antonio San Román la encargada de llevar a cabo la obra.
En 2019 el ayuntamiento se hace cargo de la gestión de la plaza de toros de forma temporal aprobado en el pleno del 17 de enero de 2019, después de conocerse una importante deuda por parte de la empresa gestora.

## Feria taurina de san Blas
Valdemorillo celebra su feria en febrero en honor a San Blas y la virgen de la Candelaria o fiesta de la luz. Un ciclo que dentro de su contexto tiene su importancia como apuntó Joaquín Vidal en una de sus crónicas: «Torear en Valdemorillo no es empresa baladí». Junto con la feria de  Ajalvir, es la primera de las ferias del calendario taurino anual.

## Estadísticas
Triunfadores de la feria de Valdemorillo por años:
| Año  | Torero       | Toro   | Toro    | Trofeos        | Ganadería | Encaste                           |
| ---- | ------------ | ------ | ------- | -------------- | --------- | --------------------------------- |
| 2020 | Daniel Luque | Cantor | Maestre | 3 orejas (2-1) | Montalvo  | Jijona sublinea Martínez-Montalvo |